# Gustaf Peyron den yngre
Gustaf Oscar Peyron, född 5 januari 1828 i Nyköping, död 2 mars 1915 i Helsingborg, var en svensk riksdagspolitiker, statsråd och militär (generallöjtnant).

## Biografi
Gustaf Peyron var son till krigsministern Gustaf Peyron den äldre och Anna Sophia Björkenstam, en syster till Knut Björkenstam.
Peyron blev 1845 underlöjtnant vid Livregementets dragonkår men övergick 1846 till Livgardet till häst. Han blev ryttmästare 1856, adjutant hos konung Oscar I 1858, tjänstgörande kammarherre hos änkedrottning Josefina 1859, överstelöjtnant vid Husarregementet konung Karl XV 1864, transporterad till Skånska husarregementet 1867, överste och chef där 1869, generalmajor och generalbefälhavare i 3. militärdistriktet 1884, ävensom i 1. militärdistriktet 1885 och åren 1885–1896 chef för 1. arméfördelningen.
Han var statsråd och chef för Lantförsvarsdepartementet 4 oktober 1887–6 februari 1888, blev generallöjtnant 1892, tog avsked 1896 samt utnämndes till överstekammarherre 1899.
Peyron blev friherre vid faderns död 1852. Vid 1853 och följande års ståndsriksdagar var Peyron ledamot av ridderskapet och adeln, 1867–1873 var han ledamot av första kammaren, samt 1888–1893 och 1897–1899 ledamot av andra kammaren (invald av Helsingborgs stads valkrets).
Peyron var ledamot av ett stort antal kommittéer och styrelser, ofta som ordförande. Han invaldes 1881 som ledamot av Krigsvetenskapsakademien och blev 1896 hedersledamot av Örlogsmannasällskapet.

## Utmärkelser

### Svenska utmärkelser
- Riddare och kommendör av Kungl. Maj:ts orden (Serafimerorden), 1 december 1902.[2]
- Konung Oscar II:s och Drottning Sofias guldbröllopsminnestecken, 1907.[3]
- Riddare av Carl XIII:s orden, 28 januari 1891.[4]

### Utländska utmärkelser
- Storkorset av Badiska Zähringer Löwenorden, senast 1905.[5]
- Storkorset av Danska Dannebrogorden, senast 1905.[5]
- Riddare av andra klassen med kraschan av Ryska Sankt Stanislausorden, senast 1905.[5]
- Riddare av tredje klassen av Ryska Sankt Vladimirs orden, senast 1905.[5]
- Officer av Belgiska Leopoldsorden, senast 1905.[5]
- Riddare av fjärde klassen av Preussiska Röda örns orden, senast 1905.[5]